# Chinatsu Kira
Chinatsu Kira (født 5. juli 1991) er en japansk fodboldspiller. Hun har tidligere spillet for Japans kvindefodboldlandshold.

## Japans fodboldlandshold
| Japans landshold | Japans landshold | Japans landshold |
| År               | Kmp              | Mål              |
| ---------------- | ---------------- | ---------------- |
| 2014             | 12               | 5                |
| Total            | 12               | 5                |